# Fusillade de Hialeah
La fusillade de Hialeah est une fusillade survenue le 30 mai 2021 dans un club du comté de Miami-Dade, en Floride, aux États-Unis, ayant fait au moins 20 blessés (dont un en état critique) et 2 morts. Les trois suspects de la fusillade sont toujours en liberté.

## Fusillade
La salle de banquet El Mula a été louée pour un concert de hip-hop, le concert était une soirée de sortie d'album du week-end du Memorial Day, qui a commencé le 29 mai et a présenté des performances en direct d'artistes hip-hop locaux. La fusillade a eu lieu vers 12 h 30 lorsque trois personnes sont sorties d'un SUV et ont commencé à ouvrir le feu sur la foule.
L'un des blessés a appelé ses parents alors qu'il était transporté à l'hôpital et leur a parlé de la fusillade. Ils ont déclaré aux journalistes que leur fils avait affirmé que les tireurs portaient des masques de ski et des sweats à capuche et avaient ouvert le feu sans avertissement.

## Conséquences
Le directeur de la police de Miami-Dade a affirmé que la fusillade était un "acte ciblé et lâche de violence armée". Le chef du département de police de Miami, a discuté de la fusillade avec les médias dans le cadre d'une autre fusillade plus tôt dans la semaine et a affirmé que les deux fusillades étaient "... une indication du problème que nous avons avec le fléau de la violence armée dans ce pays qui nous devons faire beaucoup plus au niveau fédéral pour arrêter."
Le gouverneur Ron DeSantis a également publié une déclaration présentant ses condoléances aux personnes tuées et blessées, et indiquant que les auteurs seraient traduits rapidement en justice. En réponse aux condoléances de DeSantis, le sénateur d'état Shevrin Jones (en) a exhorté DeSantis à s'asseoir avec les démocrates d'état pour discuter des moyens d'aborder la violence armée, déclarant; "Les pensées et les prières durent depuis des années et les pensées et les prières n'ont rien fait à l'intérieur de la communauté noire - ou de toute communauté en ce qui concerne la violence armée."
L'homme d'affaires local et personnalité de la télévision Marcus Lemonis (en) a offert une récompense de 100 000 dollars pour aider les autorités à arrêter et à condamner le ou les suspect(s) dans l'affaire via Twitter.